# SAIC Motor

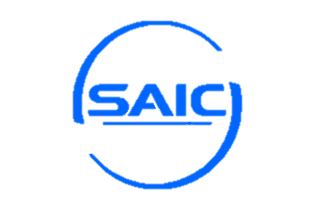
SAIC Motor logo

SAIC Motor Corp., Ltd., ursprungligen Shanghai Automotive Industry Corporation, är en kinesisk statlig biltillverkare med huvudkontor i Anting, Shanghai. SAIC bildades 1955 och utgör idag en av de fyra stora statliga aktörerna inom kinesisk bilindustri tillsammans med FAW, Dongfeng och Changan. Tillverkningen sker både under ett flertal egna märken och under andra företags märken genom samriskföretagen SAIC-Volkswagen och SAIC-General Motors. De har tidigare även varit delägare i  Chery och Ssangyong Motors. År 2008 köpte SAIC Nanjing Automobile Corp, vilket bland annat inkluderade det brittiska bilmärket MG samt rättigheterna till ett flertal nedlagda brittiska bilmärken.

## Bilmärken

### Egna
- IM
- Maxus
- MG
- Roewe
- Rising

### Genom samriskföretag

#### SAIC-Volkswagen
- Audi
- Skoda
- Volkswagen

#### SAIC-General Motors
- Buick
- Chevrolet
- Cadillac
- Baojun
- Wuling